# Pardosa thalassia
Pardosa thalassia är en spindelart som först beskrevs av Tord Tamerlan Teodor Thorell 1891.  Pardosa thalassia ingår i släktet Pardosa och familjen vargspindlar.
Artens utbredningsområde är Nicobarerna. Inga underarter finns listade i Catalogue of Life.